# Nordjyllandsværket
Nordjyllandsværket (tidligere Vendsysselværket) er et kraftvarmeværk beliggende ved Limfjordens nordlige bred i det sydlige Vendsyssel tre km sydvest for landsbyen Stae og 13 km øst for Aalborg.
Nordjyllandsværket blev dannet i 1995 gennem en fusion af I/S Nordkraft og I/S NEFO, og ejes nu af Aalborg Forsyning, som overtog det fra Vattenfall 31. december 2015.
Der har været kraftværk på stedet siden 1967. Produktionen er el og fjernvarme.
Blok 3 på 410 MW elektrisk effekt og 420 MW termisk effekt blev idriftsat i 1998, med en forventet levetid på 30 år. Denne enhed er blandt verdens mest effektive kulfyrede værker med en virkningsgrad på 47 % ved ren elproduktion. Desuden findes der et gasturbineanlæg på 25 MW, der er i stand til at starte værket i tilfælde af dødt net.
Blok 3 er forsynet med et traditionelt gipsanlæg til fjernelsen af svovl. Gipsen afsættes til Aalborg Portland, hvor den indgår i fremstillingen af cement sammen med flyveasken.
Værket planlægger at installere 150 MW varmepumpe som tager varme fra fjordvandet til fjernvarmen samt store varmelagertanke på i alt 200.000 kubikmeter havvand, svarende til 14 GWh varme.
En varmetank med 18 MWh smeltede salte ved 220 – 450 °C blev sat i drift i 2023.

## Historie
Blok 1 blev sat i drift i 1967, og er taget ud af drift, men bygningen er bevaret. Blok 1 fik fjernet 'røg-røret' inde i skorstenen i 1996, og resten af skorstenen i år 2011.
Blok 2 blev sat i drift i 1977, og kunne levere 225 MW elektrisk effekt samt 42 MW termisk effekt. Blok 2 blev taget ud af drift permanent i år 2014. Skorstenen blev fjernet i 2019.
Både blok 2 og 3 var forsynet med elektrofiltre til fjernelse af flyveaske, blok 2 var derudover forsynet med et SNOX-anlæg, der i samme proces fjerner kvælstofilter og svovl fra røggassen. Anlægget kunne på den måde udvinde koncentreret svovlsyre.
En vurdering af en udbygning af forbindelsen til transformerstationen ved Vester Hassing blev udgivet i 2005.

## Eksterne kilder og henvisninger
1. ↑  "Pressemeddelelse: Vattenfall fuldender sit salg af kulfyrede anlæg i Danmark". vattenfall.dk. 24. juni 2015. Hentet 14. januar 2016.
2. ↑  "Aalborg Forsynings webside om værkets historie". Arkiveret fra originalen 11. november 2018. Hentet 11. november 2018.
3. 1 2  Rapporten "Strategiplan 2016-2019 for Aalborg Forsyning, Varme", udgivet 2015, side 30 https://aalborgforsyning.dk/media/407472/strategiplan-2016-19-aalborg-forsyning-varme.pdf Arkiveret 11. november 2018 hos  Wayback Machine
4. ↑  Pedersen, Maria Berg Badstue (17. februar 2022). "Aalborg Forsyning sender Danmarks største havvandsvarmepumpe i udbud". Energy Supply DK.
5. ↑  "Investering på 623 millioner i lager-tanke og elkedler skal udfase af kul og gas". Energy Supply DK. 8. marts 2022.
6. ↑  "Miljøgodkendelse uden nye vilkår af Kyoto-anlæg" (PDF). Miljøstyrelsen. 14. marts 2022. Arkiveret fra originalen (PDF) 23. april 2023. Hentet 23. april 2023.
7. ↑  "Kyoto Group to Commission Thermal Energy Storage Project in Denmark in Early 2023". Energetica India Magazine (engelsk). 29. oktober 2022.
8. ↑  "Kyoto launches its first thermal battery in Denmark". Renewablesnow.com (engelsk).
9. ↑  Trevisan, Silvia; Buchbjerg, Bjarke; Guedez, Rafael (november 2022). "Power-to-heat for the industrial sector: Techno-economic assessment of a molten salt-based solution , Appendix A, Tabel B1". Energy Conversion and Management. 272: 116362. doi:10.1016/j.enconman.2022.116362.
10. ↑  "Nordjysk saltlager består indledende driftstest". energiwatch.dk. 11. august 2023.
11. ↑  Vejrup, Kim (22. december 2023). "Næste generation af varmelagring er på vej". Danskfjernvarme.
12. ↑  Lokalplan fra år 2011, side 6
13. ↑  "Avisartikel fra Nordjyske udgivet 2011-02-08". Arkiveret fra originalen 12. november 2018. Hentet 11. november 2018.
14. ↑  Vattenfall, nyheds-historie "Skorstenen klippes i stykker", offentliggjort 2011-02-22, hentet 2019-05-01
15. ↑  Lokalplan 5-9-101 fra november 2011 Side 6
16. ↑  Artikel i Nordjyske udgivet 2019-02-21
17. ↑  Nordjyllands Amt; Eltra; COWI (2005), Udbygning af eksisterende 400 kV-masterække mellem Nordjyllandsværket og transformerstationen ved Vester Hassing, Nordjyllands Amt, ISBN 87-7775-586-3, Wikidata  Q113616318

57°4′29″N 10°2′41″Ø / 57.07472°N 10.04472°Ø